# Jankay Tibor
Jankay Tibor (eredeti neve: Deutsch Tibor) (Békéscsaba, 1899. március 24. - Los Angeles, 1994. március 20.) magyar és amerikai festőművész, grafikus, amerikai egyetemi tanár.

## Életpályája
Hatgyermekes zsidó családban született. Szülei: Deutsch Simon kereskedő és Lőwy Janka voltak. 1915–1918 között az Iparművészeti Főiskola hallgatója volt; itt Papp Sándor és Sándor Béla tanította. 1918–1919 között a Képzőművészeti Főiskola hallgatója volt, ahol Szinyei Merse Pál, Balló Ede és Vaszary János oktatták. Tanult Bécsben, Zürichben és Drezdán is. 1924–1926 között Párizsban a Julien Akadémián tanult. 1928–1929 között Olaszországban volt tanulmányúton. 1934–1936 között Amerikában élt.
1939-ben bevonult Újkígyósra, majd Gyulára; 1939–1944 között (megszakításokkal) munkaszolgálatos volt. „A nagyváradi gettóból indítják útnak német koncentrációs tábor felé 45 évesen. A cseh–német határnál – csodával határos módon – sikerül megszöknie: bujkál és életben marad.” 1944 novemberében tért vissza szülővárosába. Felesége német koncentrációs táborban érte meg a felszabadulást.
1948 novemberében emigrált. Amerikában élő orvos testvére meghívására feleségével, Alexander Irénnel Los Angelesbe utazott, ahol tanára lett a George Pepperdine University képzőművészeti tagozatának, majd négy évig Redland művészeti egyetemének volt társtanára. 1969 nyarán tért haza először. 1977-ben nyugdíjba vonult.
Békéscsabának adományozta értékes gyűjteményeit, többek között kb. 3000 festményt, 5000 grafikát és 143 tételből álló néprajzi gyűjteményét. Hagyatéki kiállítását 1997-ben rendezték meg a megyei könyvtárban.

## Kiállításai

### Egyéni
- 1922, 1923, 1926, 1933, 1970 Békéscsaba
- 1927 Orosháza
- 1928 Gyula
- 1929 Kecskemét

### Csoportos
- 1926, 1931, 1982 Budapest
- 1927 Zürich
- 1952 New York
- 1962 Los Angeles
- 1970 Békéscsaba

## Művei
- Montmantrei Öreg
- A fröccs
- Na ide figyelj
- Amerikai városkép
- Önarckép
- Olvasó nő
- Séta
- Párizs
- Vízparti fesztivál
- Nő lepellel
- Női fej sassal
- Oszlopszobor
- Férfi és nő papagájjal